# フォーティーフォーマネジメント
株式会社フォーティーフォーマネジメント（英: fortyfour management co., ltd.）は、東京都港区に本社を置く芸能プロダクション。

## 概要
主にAV女優のマネジメントを手掛けている。2015年創業。創業者は吉田健一。金融コンサルト業をしていたが、あるきっかけで元イエローキャブのタレントをAV事務所に紹介したことろ、折り合いがつかず自身でAV事務所を立ち上げた。
登記上の本社は港区のまま、2020年までに〒110-0005東京都台東区上野2-12-3かま栄ビル3Fに移転。
かつては44グループ第2事業部が存在し「E-point」の商号で運営していた（相沢みなみらが所属）。その後2020年に相沢は独立したが、連絡先は当事務所と同一となっている。
2022年3月、東京都新宿区西落合1-16-9フラットMONA303号室に事務所を移転。
SPA・第二プロダクション協会会員。
2022年8月14日、所属する月島さくらがAV出演被害防止・救済法改正運動の矢面に立ち、第二プロダクション協会や業界内外から批判を受けた結果、フォーティーフォーマネジメント退所の意向を表明した際には、カプセルエージェンシーと電話会談を持ち移籍をスムーズに移行させた。同社からカプセルエージェンシーの移籍は過去に稲森美憂（美優）の例がある。なお会長の吉田は第二プロダクション協会の理事でもあった。
2023年1月、所属タレントを巻き込んだ金銭問題が文春オンラインで報道された。会長の吉田は騒動を前後して2023年2月に会長職を退いている。

## 主なタレント
- 新條ひな
- 三浦るい
- 綾野鈴珠
- 愛瀬るか
- 美月はとり
- 南いろは
- 馬瀬まひ菜

### 業務提携
- 相沢みなみ（Apricity所属）[10]

## 過去の主な所属タレント
- 天川そら
- 天音まひな
- 彩風のん
- 稲森美憂
- 来まえび
- 東雲みれい（現 宇野みれい）
- 月島さくら[6]
- 日向なつ[11]
- 広瀬なるみ
- 深田えいみ[12]
- 高美はるか
- 高杉麻里
- 吉澤友貴